# Kashiwara

Kashiwara au sein de la préfecture d'Osaka.

Pour le mathématicien, voir Masaki Kashiwara.
Kashiwara (柏原市, Kashiwara-shi) est une municipalité ayant le statut de ville dans la préfecture d'Osaka, au Japon.

## Géographie

### Situation
Kashiwara est située à l'est de la préfecture d'Osaka. Elle est traversée par le fleuve Yamato.

### Démographie
En février 2024, la population de Kashiwara était de 66 786 habitants, répartis sur une superficie de 25,33 km2.

## Histoire
La ville moderne de Kashiwara a été créée le 1er octobre 1958.

## Patrimoine culturel
- Ampuku-ji (安福寺)
- Kōtoku-ji (光徳寺)
- Iwa-jinja (石神社)
- Nudehiko Nudehime-jinja (鐸比古鐸比賣神社)
- Rurikoji
- Pont Tamate
- Mont Tamate
- Tosaka-dera

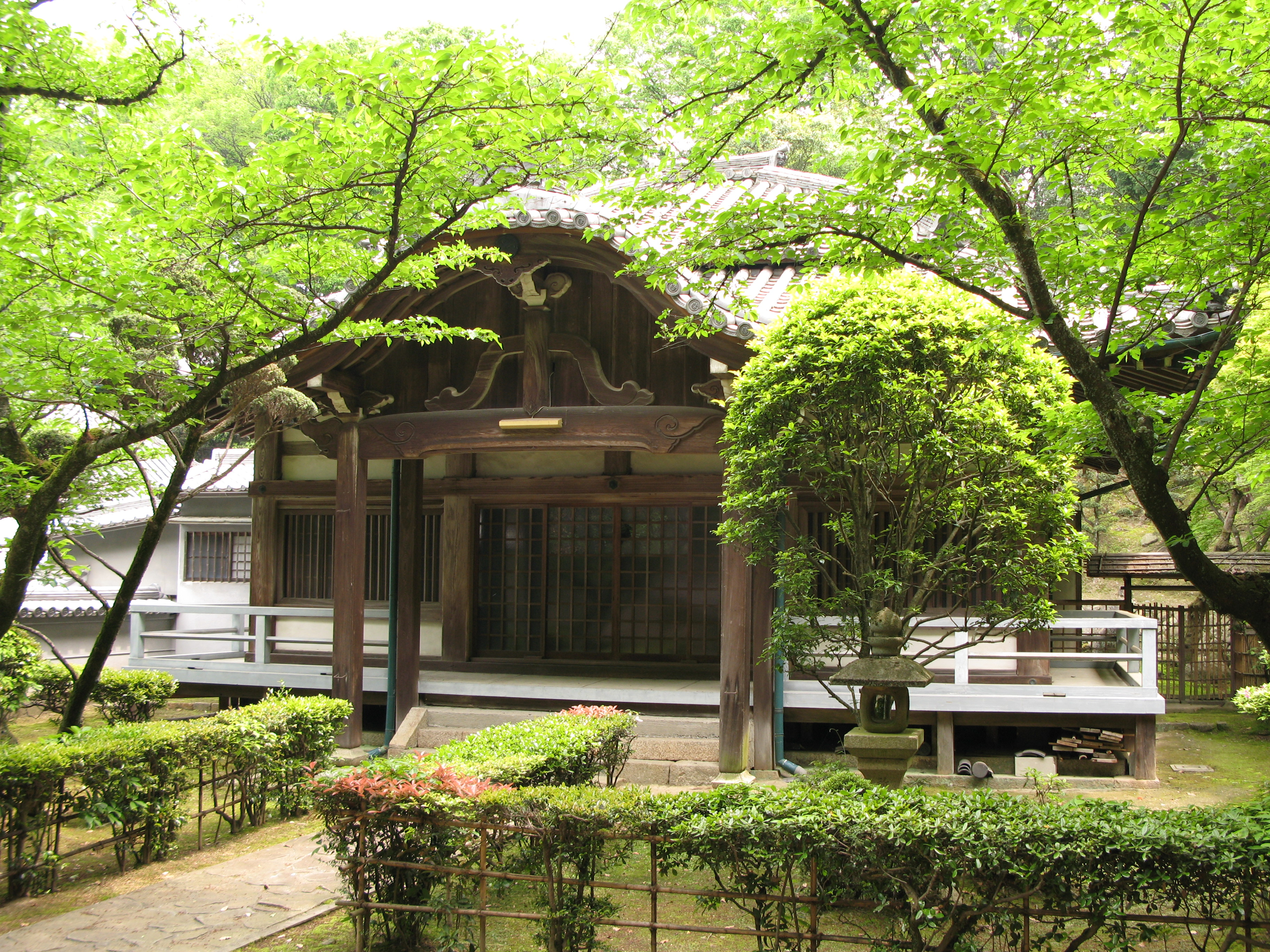
Ampukuji.
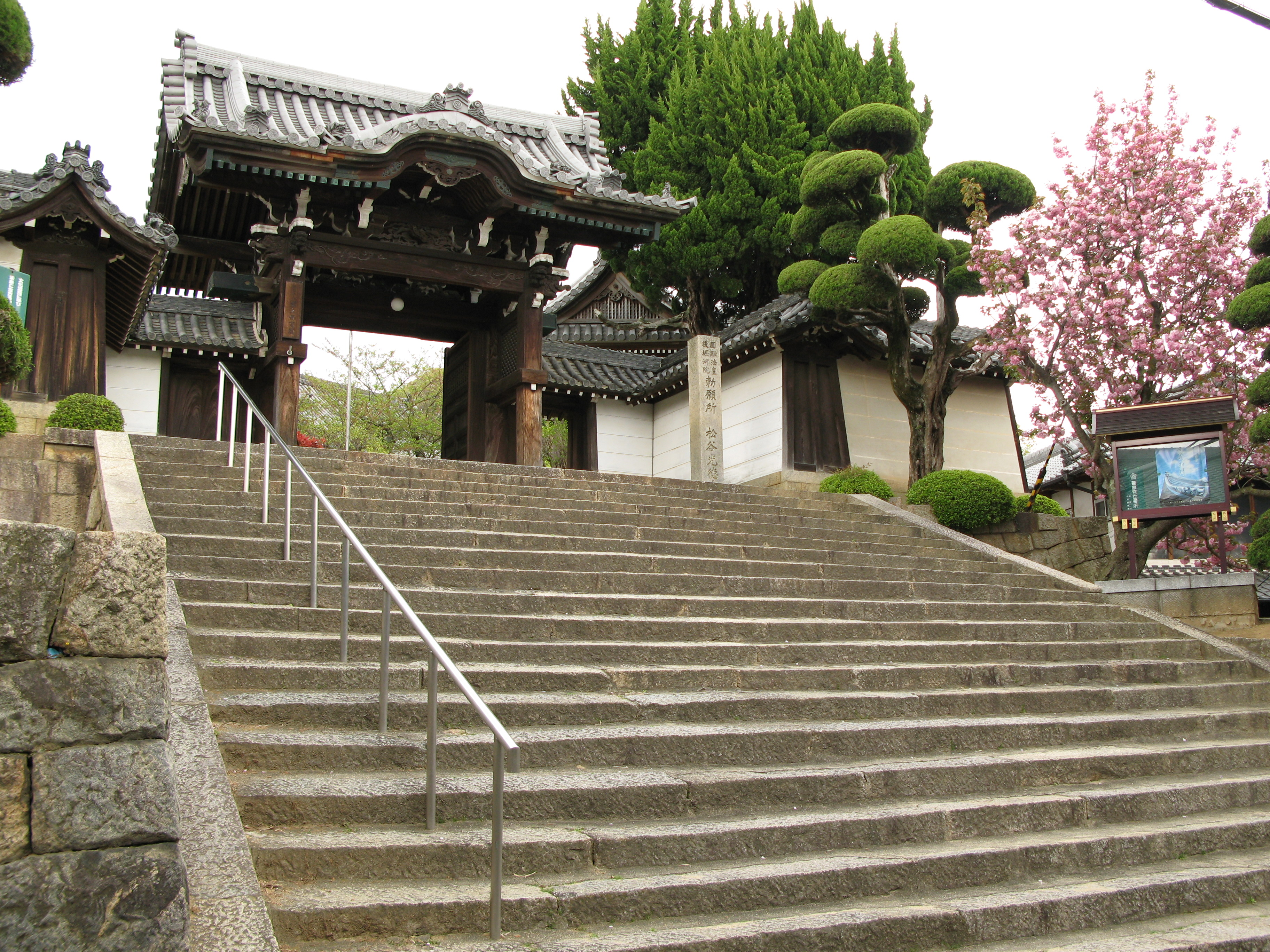
Kotoku-ji.
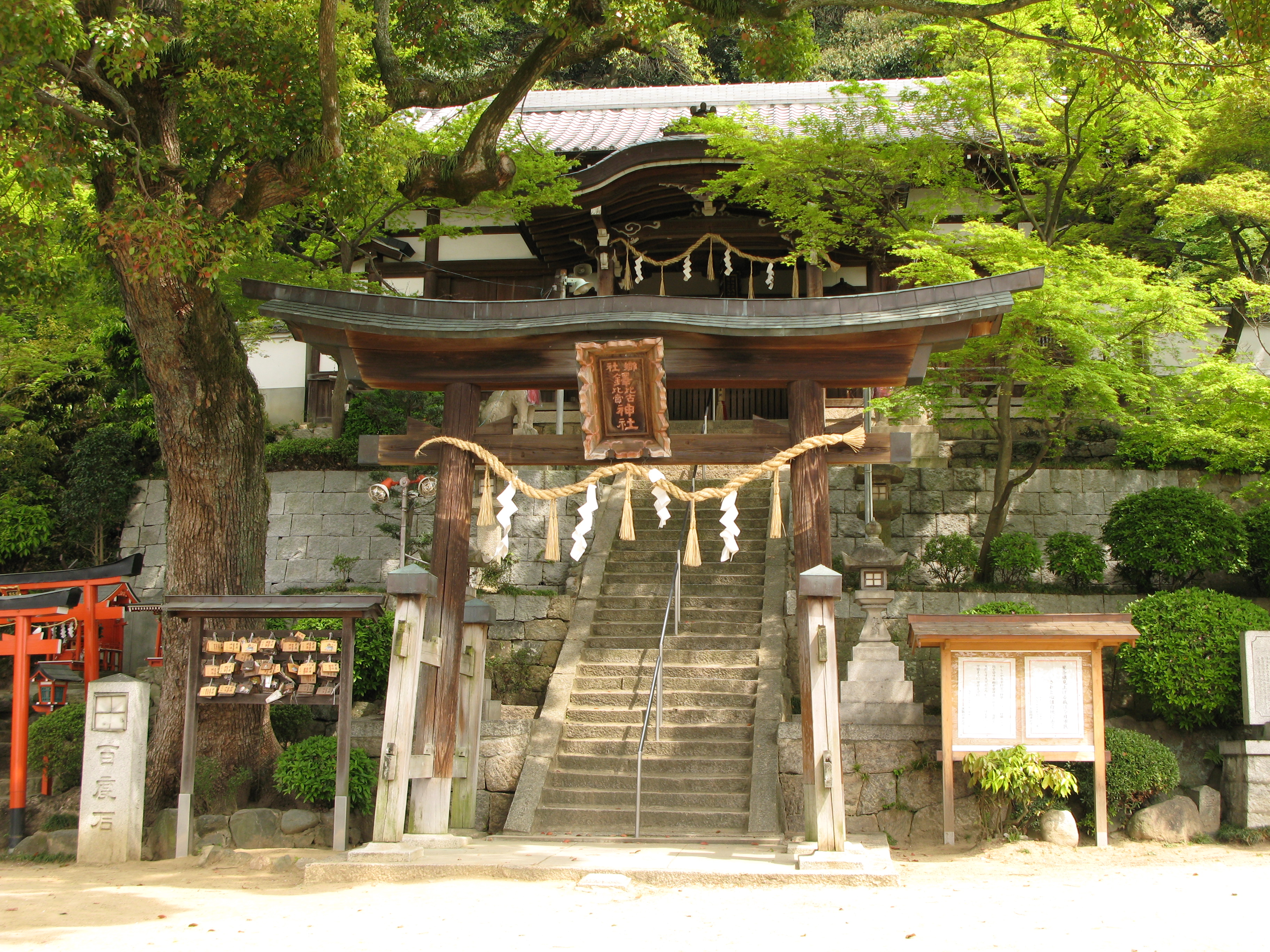
Nudehiko Nudehime-jinja.
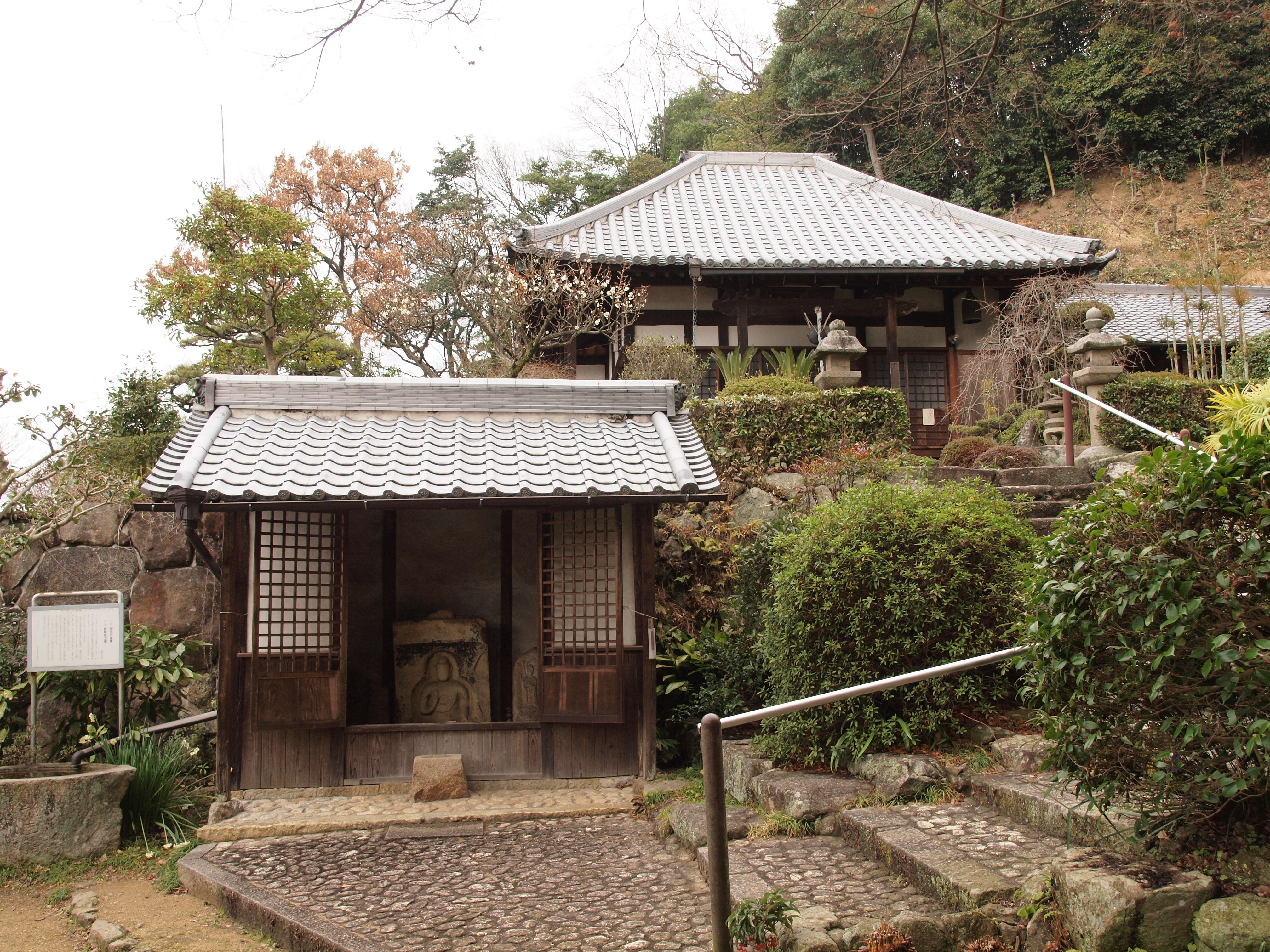
Rurikoji.
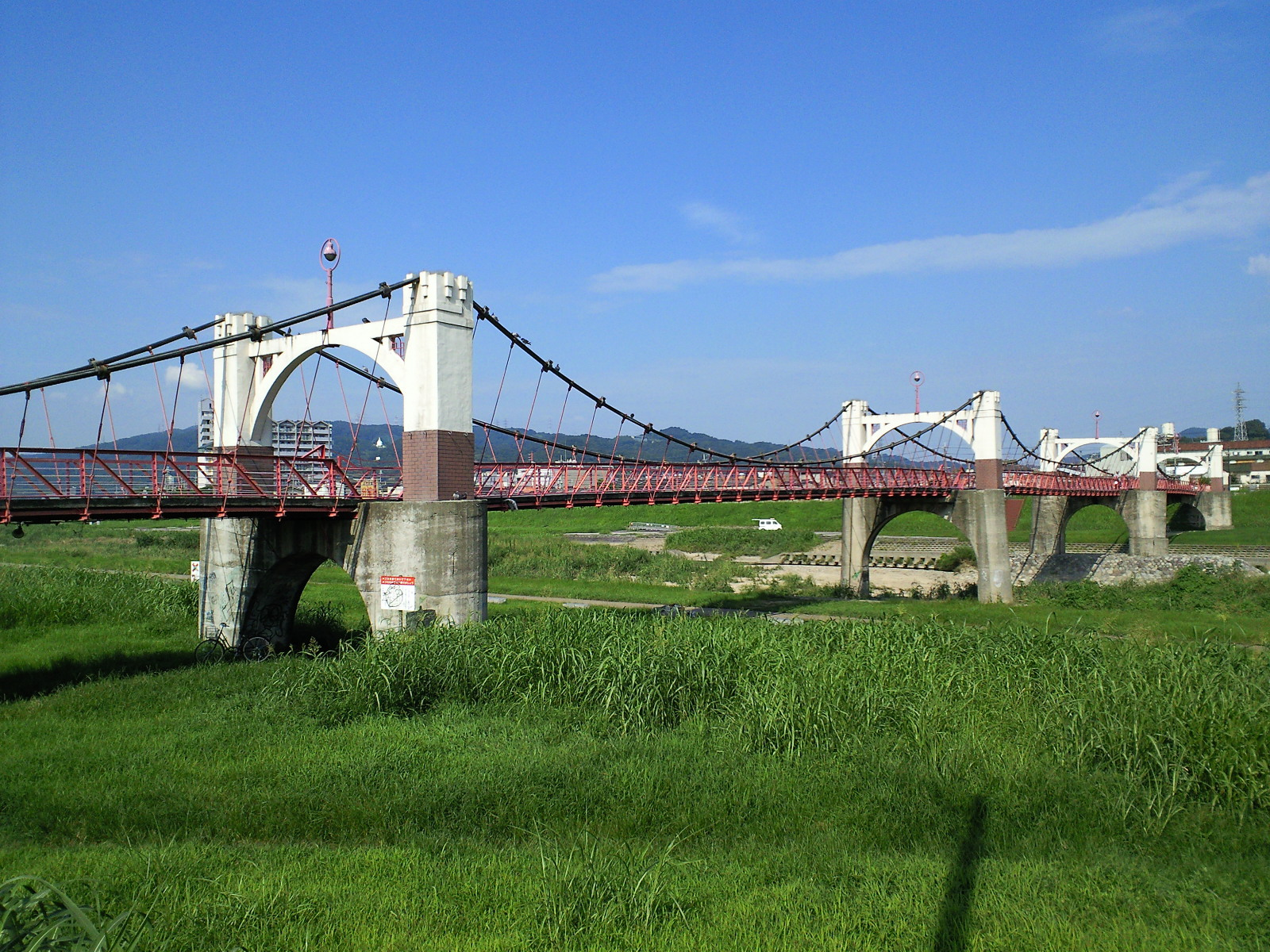
Pont Tamate.

## Transports
La ville est desservie par les lignes Osaka et Domyoji de la compagnie Kintetsu et la ligne Yamatoji de la JR West. La gare de Kashiwara est la principale gare de la ville.

## Économie
À Kashiwara se trouve le siège de Panasonic Cycle Technology.

## Personnalités liées à la commune
- Tomoyuki Tanaka (1910-1997)

## Jumelages
- Grosseto (Italie)
- Xinxiang (Chine)